# 烏敏島
烏敏島（Pulau Ubin）是新加坡的第二大外島，面積僅次於德光島，面積約10.2平方千米，是除圣淘沙岛之外新加坡外岛唯一还有民居的岛屿。按新加坡政府的規劃，島上的大部分自然環境將維持原狀。在「採花崗石場」、椰樹及「橡膠園」、紅樹林、沼澤和「養蝦場」，可感受到濃厚的鄉土氣息，島的東部海域有著許多螃蟹、海星、海馬及珊瑚等海洋生物。乌敏岛在非2019冠状病毒病疫情期间每年吸引30万人次过岛郊游。

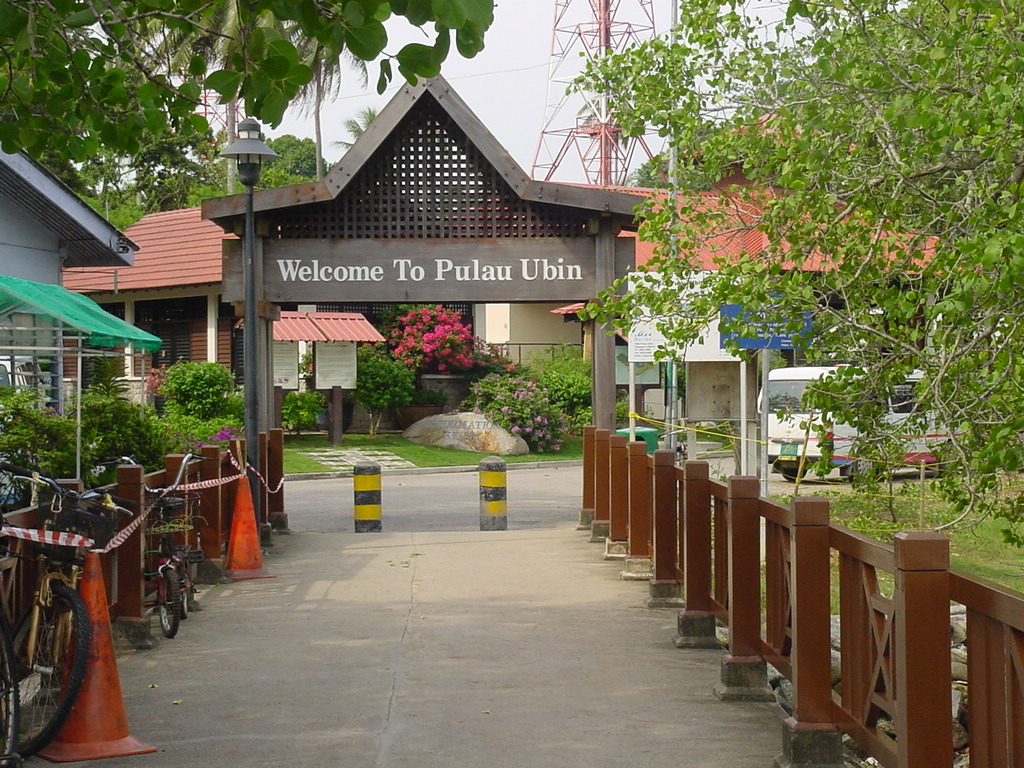
乌敏岛上的渡轮码头

## 历史
1825年8月4日，时任英属新加坡驻扎官约翰·克劳福上岛鸣礼炮21响、升联合杰克旗以宣告世人乌敏岛已成为大英帝国管辖范围。
1965年8月9日，新加坡独立建国。
乌敏岛早期采石业兴盛，居民众多，人口曾一度高达约3000人。

## 交通
- 島上遍布公路及羊腸小徑；

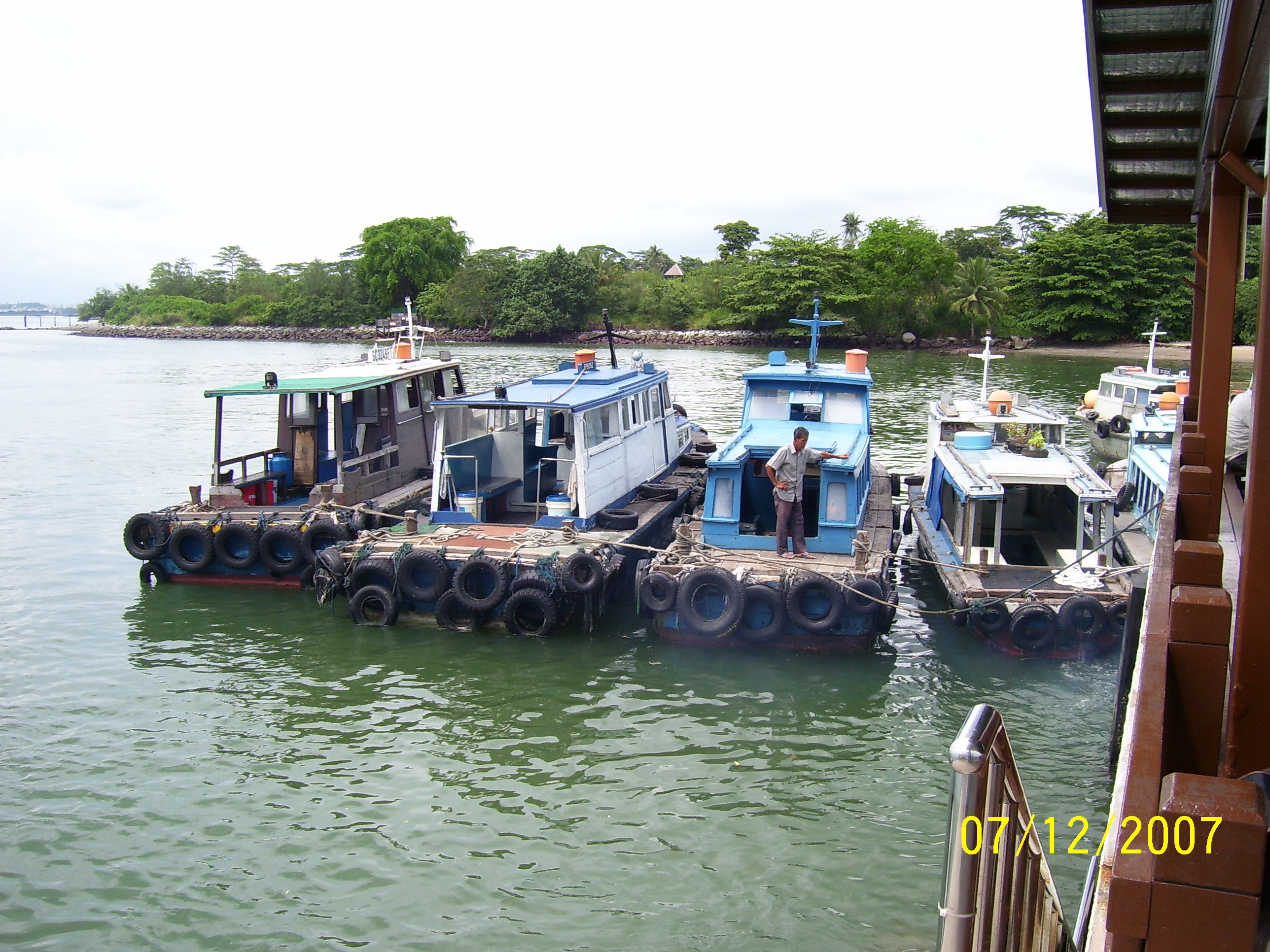
停靠在乌敏岛港口的渡轮

- 島上各處設有9個不同大小的碼頭，其中只有南部的碼頭設有定期航班，來往新加坡島的「樟宜角渡輪碼頭」（英语：Changi Point Ferry Terminal），航程約10分鐘。渡船費用為單程新幣4元，服務時間：早上6:00至晚上11:00。

## 營地
- 「新加坡外展學校」（英语：Outward Bound Singapore，简称O.B.S.）在岛屿的西部分別設有兩個附有碼頭的營舍 。
- 北部設有「全國學生警察露營地」（英语：National Police Cadet Camp）

## 渡假村
- 烏敏樂園渡假村（英语：Ubin Lagoon Resort）：設有一座冒險樂園、一間活動中心、一家海鮮 食堂、馬來民族的高腳屋及一個飼養海洋魚類的人工礁湖。活動：潛水或游泳。

## 工農業
乌敏岛因早期采石业兴盛设有好几个采石场，岛上也设有农场。
- 島上各處設有「克坦石場」（Ketam Quarry）、「克克石場」「Kekek Quarry」、「烏敏石場」（Ubin Quarry） 、「北干石場」（Pekan Quarry）及「巴萊石場」（Balai Quarry）等採石場地。
- 中部設有「養蝦場」。

## 宗教場地

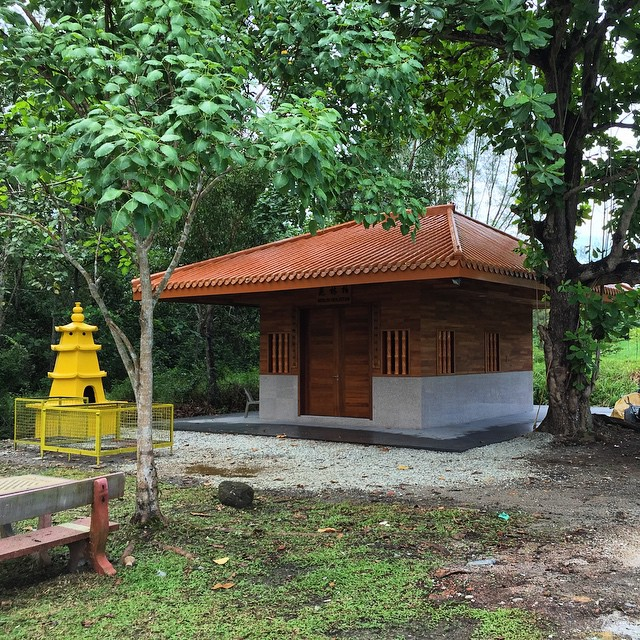
柏林苑（摄于2015年4月）

### 泰國佛寺
佛教的「泰國佛寺」位於「惹蘭暹廟」（马来语：Jalan Wat Siam）

### 韋陀法宮
道教的「韋陀法宮」位於「惹蘭安都舍寧」（马来语：Jalan Wndut Senin）

### 大伯公廟
同属道教的「佛山亭大伯公廟」位於「羅弄敏江」（马来语：Lorong Binkiang），庙里有新加坡三座古老的庙宇戏台之一。大伯公庙的戏台是岛民的联络中心每逢大伯公诞或中元节等节庆，戏台都就会上演酬神戏；戏台也曾是新加坡举行选举期间岛上举办群众大会的地点。

### 柏林苑
俗称“拿督姑娘庙”，系岛上1974年设立的一座阴庙。庙宇供奉一位身份未知的，于1914年坠崖身亡的18岁德国女生。

## 村莊
现任村长：朱玉春（脚踏车出租店老板）
- 「惹蘭榴槤」（Jalan Durian)

2村落

-「馬來甘榜」（Kampong Melayu）

-「榴槤甘榜」（Kampong Durian）
- 「惹蘭日落洞」（Jalan Jelutong）

1村落

-「日落洞甘榜」（Kampong Jelutong）

## 学府

### 私塾
在二战于新加坡爆发之前，岛上就已设有传统私塾教育，由岛上的几个大户合请“教书先生”教书。

### 公立敏江学校
公立敏江学校（罗马音译：Bin Kiang School）是岛上一所1952年创办，1985年关闭的民办华文小学。学校由当时的汉族岛民集资创办，鼎盛时期有超过400名学生在此求学，敏江曾经是乌敏岛上唯一的一间学校；学生在毕业后均负笈本岛进行中学教育。敏江学校在关闭之后被岛民用于举行社交聚会，最终于2000年被拆除。

## 流行文化

### 电视剧

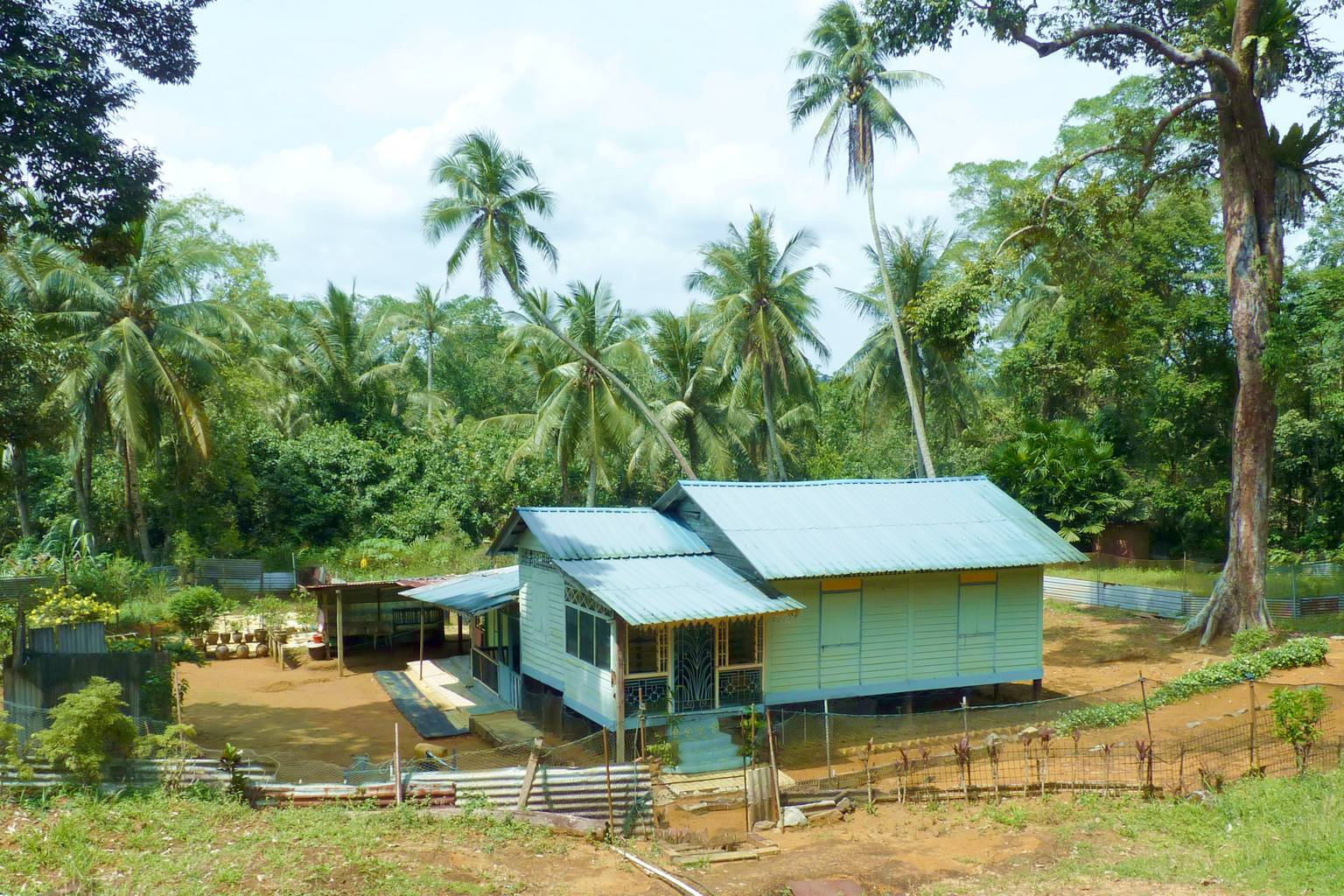
乌敏岛上的一间传统甘榜屋

- 1989年，新加坡電視機構（现新傳媒私人有限公司）摄制了一部名为《早安老师》的电视剧。这部电视剧的背景设定在1950年代，讲述一名来自新加坡本岛的妇女来到乌敏岛担任教师的经历。
- 1999年，新傳媒8频道拍摄了电视剧《小岛醒了》，讲述乌敏岛上曾经存在的小学的学生生活以及那个年代乌敏岛的变迁故事。电视剧一共20集，每集46分钟。[9][10]
- 2006年，新傳媒播放了名为“Ubin Boy”的Kids Central频道（现为5频道奥多时段）英语儿童电视连续剧。[11]剧情围绕着两个主要人物，Steven（本岛居民）和他的乌敏岛岛民亲戚Ah Boy。
- 2015年，新傳媒拍摄了8频道电视剧《手牵手》，该剧讲述四个兄弟姐妹在乌敏岛上发现了一个看起来很像他们父亲可疑人物。

### 综艺节目
- 2014年播出的《极速前进25》真人竞赛节目中的竞赛队伍在比赛的第九段当中来到新加坡之时登上了乌敏岛。

### 小说
- 在苏格兰作家丹尼·华莱士（Danny Wallace）的作品《好好先生》（英语：Yes Man）一书中，华莱士在访问新加坡时因他人建议（书中设定他必须同意）而访问了乌敏岛。他在书中被当地的出租车司机告知说该岛是座“天堂”，必须参观。

## 參见
- 新加坡
- 新加坡島嶼列表
- 新加坡旅遊景點
- 新加坡旅游业
- 新加坡国家公园列表

## 外部連結
- 新加坡旅遊局
- 新加坡國家公園局 （页面存档备份，存于）(英文)
- 照片评论